# Eteoryctis deversa
Eteoryctis deversa är en fjärilsart som först beskrevs av Edward Meyrick 1922.  Eteoryctis deversa ingår i släktet Eteoryctis och familjen styltmalar.
Artens utbredningsområde är Taiwan. Inga underarter finns listade i Catalogue of Life.